# Dátil Majhul

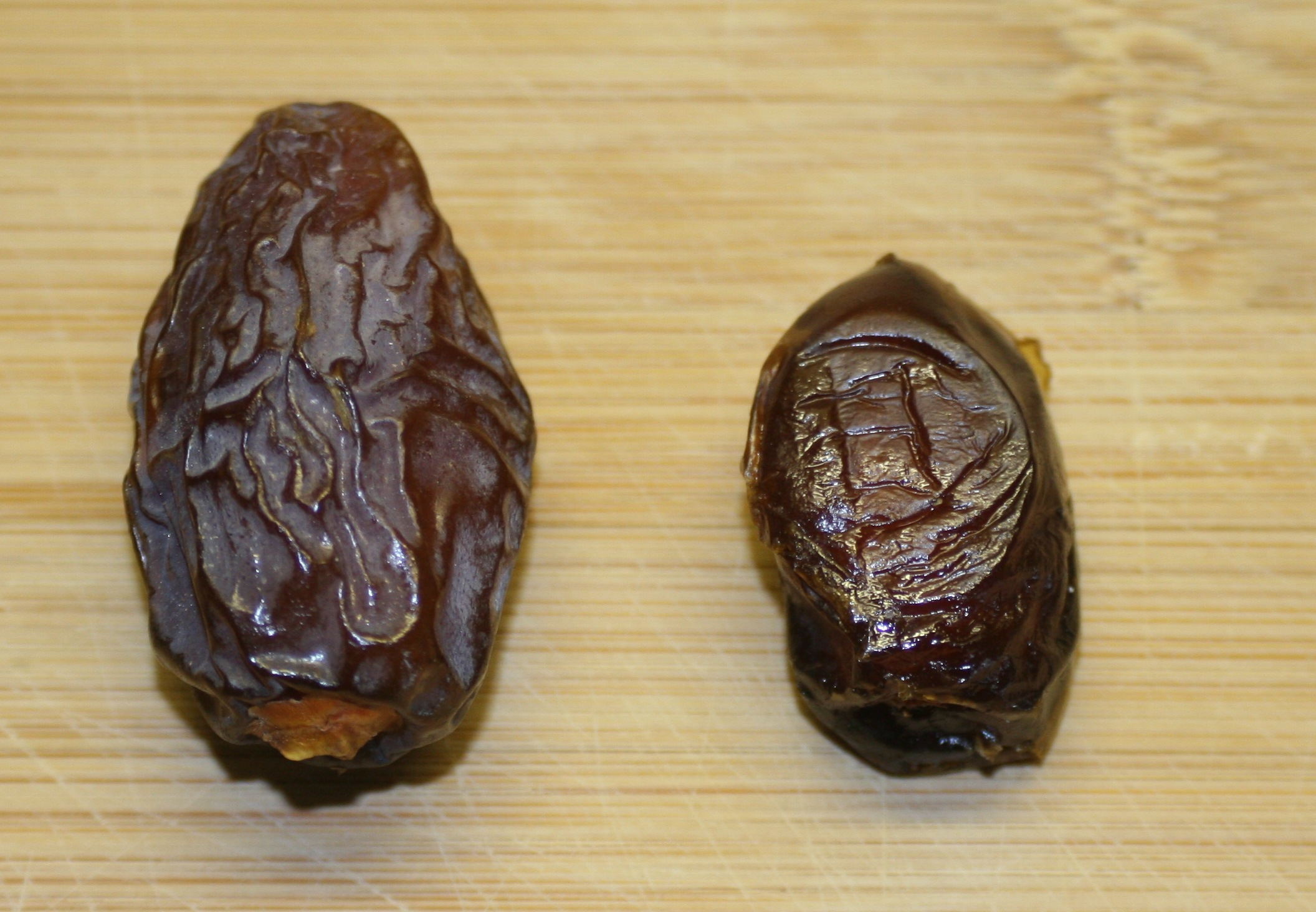
Dos frutos de Palmera Datilera, el izquierdo es variedad Majhūl y el derecho es Kadrawi (o Hadrawi).

El dátil Majhūl (en árabe, تمر المجهول - tamar al-majhūl /maʒ'huːl/, literalmente, «desconocido», de جَهِلَ, «desconocer»), también conocido como madjol, es una variedad de dátil (Phoenix dactylifera) dulce muy popular, originaria de la región de Tafilalt en Marruecos, también cultivada en los Estados Unidos, Israel (Cisjordania), Palestina, México, Irán, Arabia Saudita, Sudáfrica, Jordania, y Perú. La variedad se planta tanto para la cosecha como para el paisajismo. El Majhul es una variedad autóctona y se describe como «fruto grande y suave, con una pulpa naranja–amarillenta y un sabor rico y agradable». Israel, con las tecnologías avanzadas de reciclaje de aguas residuales implementadas en el kibutz Gilgal, actualmente posee más del 60% de la cuota de mercado mundial de Majhul, lo que lo convierte en el mayor exportador de dátiles Majhul en el mundo.